# Najmro. Kocha, kradnie, szanuje
Najmro. Kocha, kradnie, szanuje – polska komedia sensacyjna z 2021 roku w reżyserii Mateusza Rakowicza.
Film inspirowany historią Zdzisława Najmrodzkiego „króla złodziei” i „mistrza ucieczek”, który 29 razy wymykał się pościgom, uciekał z konwojów lub zakładów penitencjarnych.
Producentem „Najmro. Kocha, kradnie, szanuje” jest TFP, a koproducentami Grupa Polsat Plus oraz Mazowiecki i Warszawski Fundusz Filmowy. Film jest współfinansowany przez Polski Instytut Sztuki Filmowej. Do kin wprowadził go Dystrybucja Mówi Serwis.

## Obsada
- Dawid Ogrodnik jako Zdzisław Najmrodzki „Najmro”
- Robert Więckiewicz jako Barski
- Rafał Zawierucha jako Ujma
- Marta Wągrocka jako Tereska
- Jakub Gierszał jako Antos
- Andrzej Andrzejewski jako Teplic
- Sandra Drzymalska jako Młoda
- Olga Bołądź jako Gabi
- Dorota Kolak jako Mira
- Tomasz Sapryk jako ojciec Tereski
- Olga Sarzyńska jako pani „Pudel”
- Adam Cywka jako kapitan
- Izabela Dąbrowska jako dyrektorka szkoły